# Linden (Michigan)
Linden is een plaats (city) in de Amerikaanse staat Michigan, en valt bestuurlijk gezien onder Genesee County.

## Demografie
Bij de volkstelling in 2000 werd het aantal inwoners vastgesteld op 2861.
In 2006 is het aantal inwoners door het United States Census Bureau geschat op 3455, een stijging van 594 (20.8%).

## Geografie
Volgens het United States Census Bureau beslaat de plaats een oppervlakte van
6,3 km², waarvan 6,2 km² land en 0,1 km² water. Linden ligt op ongeveer 265 m boven zeeniveau.

## Plaatsen in de nabije omgeving
De onderstaande figuur toont nabijgelegen plaatsen in een straal van 16 km rond Linden.